# Feldflieger-Abteilung 28
Feldflieger-Abteilung Nr. 28 – FFA 28 – jednostka obserwacyjna i rozpoznawcza lotnictwa niemieckiego Luftstreitkräfte z początkowego okresu I wojny światowej.

## Informacje ogólne
W momencie wybuchu I wojny światowej z dniem 1 sierpnia 1914 roku została utworzona we Fliegerersatz Abteilung Nr. 11 i weszła w skład większej jednostki 2 Kompanii Batalionu Lotniczego Nr 3 w Hanowerze. Jednostka została przydzielona do XI Korpusu Armijnego Cesarstwa Niemieckiego - AK XI.
15 listopada 1916 roku jednostka została przeformowana i zmieniona w Fliegerabteilung 28 - (FA 28).
W jednostce służyli m.in. Wilhelm Reinhard późniejszy as i dowódca Jagdstaffel 11 i Jagdstaffel 6.

## Dowódcy eskadry
| Stopień | Nazwisko | Okres           |
| ------- | -------- | --------------- |
| Kapitan | Freytag  | sierpień 1914 - |